# Gustav Heinemann

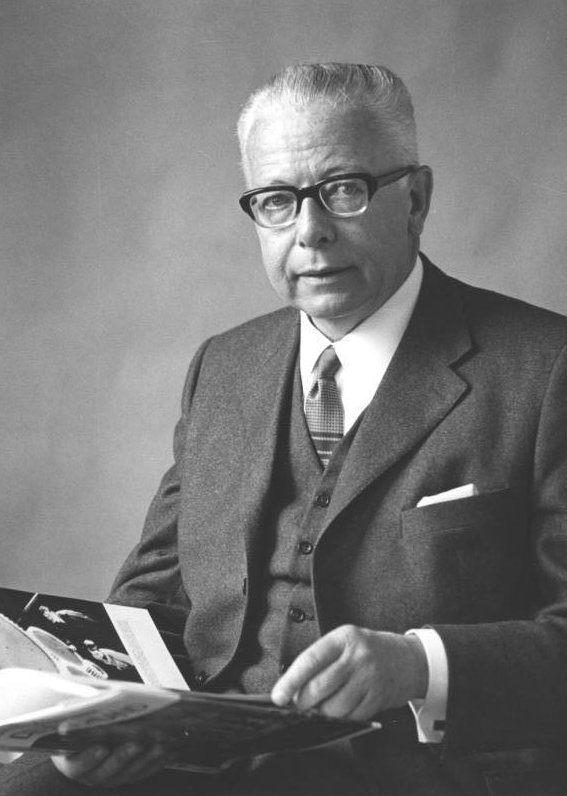
Gustav Heinemann (1969)

Gustav Walter Heinemann (* 23. Juli 1899 in Schwelm; † 7. Juli 1976 in Essen) war ein deutscher Politiker. Er war vom 1. Juli 1969 bis zum 30. Juni 1974 der dritte Bundespräsident der Bundesrepublik Deutschland. In seinem Leben war er mit fünf verschiedenen Parteien verbunden: In der Weimarer Republik war er Mitglied der Studentenorganisation der linksliberalen DDP und dann Unterstützer des christsozialen CSVD. Nach dem Krieg war er zunächst Mitbegründer der CDU. 1952 gründete Heinemann die pazifistische GVP mit und schloss sich nach deren Auflösung 1957 der SPD an.
In den Jahren 1946 bis 1949 war er Oberbürgermeister von Essen und von 1949 bis 1950 Bundesminister des Innern. Wegen der von Konrad Adenauer eingeleiteten Wiederbewaffnung der Bundesrepublik trat er 1950 zurück. Er engagierte sich in der Friedensbewegung und argumentierte, dass eine Integration der Bundesrepublik in die NATO die Wiedervereinigung erschweren würde. Als SPD-Politiker wurde er 1966 wieder Minister, und zwar im Kabinett Kiesinger (Große Koalition von CDU/CSU und SPD) als Bundesminister der Justiz.
Im März 1969 wurde er zum Bundespräsidenten gewählt. Die SPD hatte dazu eine Mehrheit mit der FDP organisiert. Heinemann bezeichnete seine Wahl mit dem vielzitierten Ausdruck „ein Stück Machtwechsel“. Der tatsächliche Machtwechsel trat ein halbes Jahr später mit einer sozialliberalen Koalition auf Bundesebene ein (Kabinett Brandt I).
Heinemann, der sich als „Bürgerpräsident“ verstand, engagierte sich für sozial Ausgegrenzte und trat für das freiheitliche und demokratische Erbe der deutschen Geschichte ein. Dazu gründete er kurz vor Ende seiner Amtszeit 1974 die Erinnerungsstätte für die Freiheitsbewegungen in der deutschen Geschichte. Heinemann kandidierte nicht für eine zweite Amtszeit und verstarb zwei Jahre später.

## Leben und Wirken

### Jugend- und Schulzeit (1899–1919)

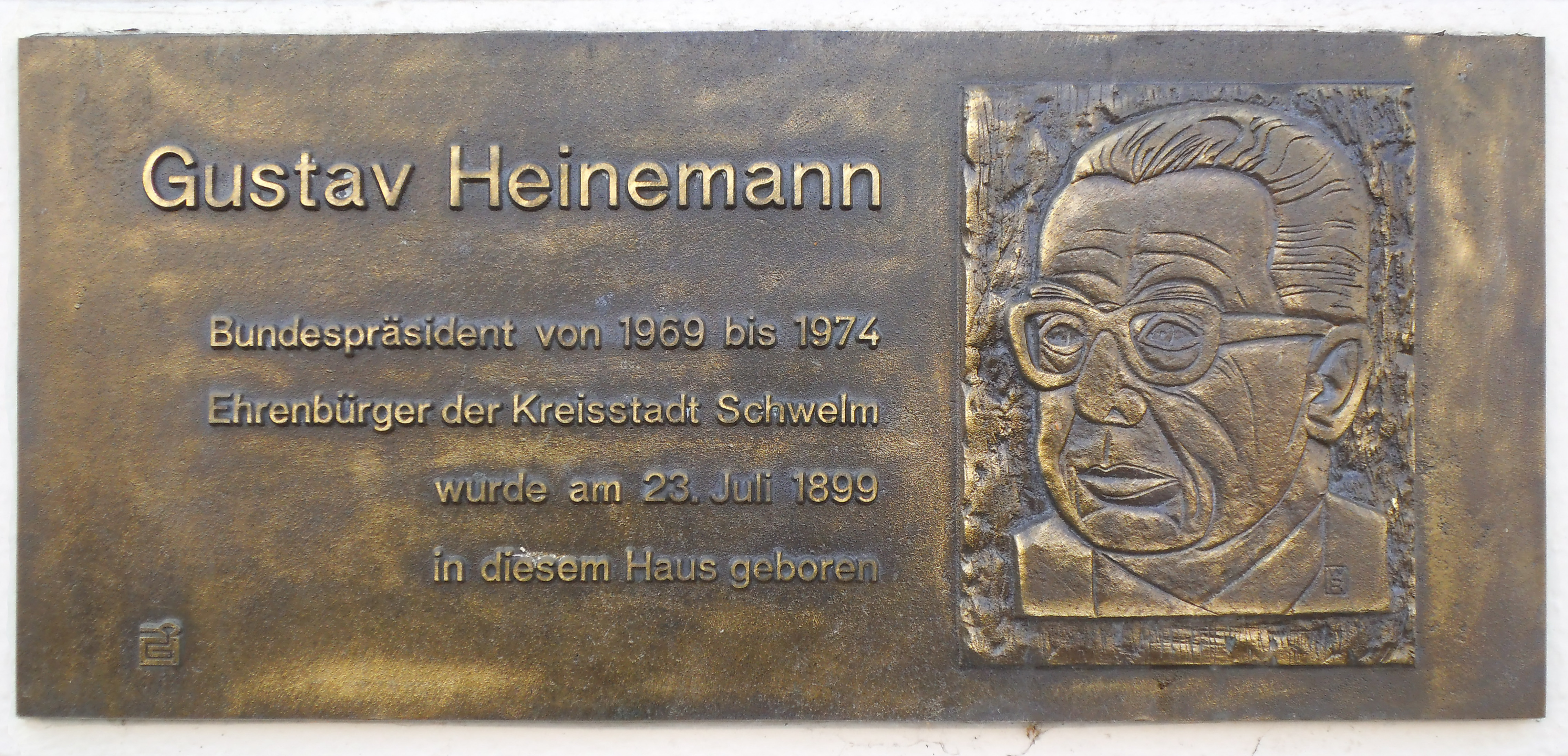
Schild am Geburtshaus Heinemanns in Schwelm

Gustav Walter Heinemann war das erste von drei Kindern von Otto Heinemann, der damals Prokurist bei der Friedrich Krupp AG in Essen war, und Johanna Heinemann (1875–1962). Er erhielt seine beiden Vornamen nach seinem Großvater mütterlicherseits, einem Dachdeckermeister in Barmen. Dieser war – wie auch Heinemanns Vater – radikaldemokratisch, linksliberal und patriotisch eingestellt und gehörte keiner Kirche an. Dessen Vater, Heinemanns Urgroßvater, hatte sich 1848 an der Märzrevolution beteiligt. Gustav Walter brachte seinem Enkel schon als Kind das Heckerlied bei.
Als Gymnasiast schrieb Gustav ein Theaterstück, das erhalten blieb und dem Bundespräsidenten von Berliner Studenten 1971 zum 72. Geburtstag vorgespielt wurde. Es enthielt Leitmotive seines Lebens, etwa indem der Held zum Antihelden spricht:

„Nie wird es mich reuen, der Wahrheit und dem Recht den Mund geliehen zu haben. Bringt mich nur durch rohe Gewalt zum Schweigen! Recht bleibt Recht! Vor dem Stuhle des Richters, der euch einst fordert, werdet Ihr mich hören müssen!“

Heinemann fühlte sich schon früh der Überwindung des deutschen Untertanengeistes durch Bewahrung und Weiterentwicklung der freiheitlich-demokratischen Traditionen von 1848 verpflichtet, die ihm später geistige Unabhängigkeit gegenüber Kirchen- und Parteimehrheiten ermöglichten.
Nach einem Notabitur 1917 auf der Goetheschule in Bredeney nahm Heinemann als Soldat am Ersten Weltkrieg teil. Er wurde bester Richtkanonier des Feldartillerie-Regiments Nr. 22 in Münster, musste die Militärlaufbahn aber schon nach drei Monaten wegen einer Herzklappenentzündung abbrechen. Die Front erlebte er nicht. Bei der Firma Krupp leistete er bis zum Kriegsende Hilfsdienste.

### Studium, Familie, Beruf
Schon seit der achten Klasse wollte Heinemann Rechtsanwalt werden. Ab 1919 absolvierte er ein Studium der Rechtswissenschaft, Volkswirtschaftslehre und Geschichte an den Universitäten Münster, Marburg, München, Göttingen und Berlin, das er 1922 mit dem ersten Staatsexamen beendete. Seine erste Promotion erfolgte 1922 zum Dr. rer. pol. an der Philipps-Universität in Marburg. 1926 bestand er das zweite juristische Staatsexamen. Von 1926 bis 1928 war er als Rechtsanwalt in Essen tätig. 1929 erfolgte in Münster seine Promotion zum Dr. jur.
Während seines Studiums in Marburg fand Heinemann lebenslange Freunde, darunter den Wirtschaftsliberalen Wilhelm Röpke, den Gewerkschafter Ernst Lemmer und den Wirtschaftswissenschaftler Viktor Agartz. Er war wie sein Vater Mitglied im Deutschen Monistenbund Ernst Haeckels und engagierte sich mit Röpke und Lemmer im Reichsbund Deutscher Demokratischer Studenten, der Studentenorganisation der Deutschen Demokratischen Partei (DDP). In München hörte er am 19. Mai 1920 Adolf Hitler reden und wurde nach einem Zwischenruf gegen dessen Judenhass aus dem Saal geworfen.
Seit 24. Oktober 1926 war er mit Hilda Ordemann verheiratet. Im Oktober 1927 kam ihre Tochter Uta, im Jahr 1928 ihre Tochter Christa zur Welt; deren Tochter Christina heiratete später Johannes Rau. 1933 wurde eine dritte Tochter, Barbara, und 1936 der Sohn Peter geboren. Hilda Heinemann hatte bei Rudolf Bultmann evangelische Theologie studiert und 1926 Staatsexamen gemacht und war regelmäßige Gottesdienstbesucherin in der Kirchengemeinde Essen-Altstadt. Deren Pfarrer Friedrich Wilhelm Graeber brachte ihrem kirchenfernen Mann durch seine zupackende und realistische Art des Predigens den evangelischen Glauben nahe. Durch die Schwester seiner Frau, Gertrud Staewen, eine Widerstandskämpferin in der Zeit des Nationalsozialismus, lernte Heinemann den Schweizer Theologen Karl Barth kennen, der ihn stark beeinflusste. Wie dieser lehnte Heinemann als Demokrat jeden Nationalismus und Antisemitismus entschieden ab.
Von 1929 bis 1949 war Heinemann Justitiar der Rheinischen Stahlwerke in Essen. Von 1930 bis 1933 war er Anhänger des Christlich-Sozialen Volksdienstes, wählte 1933 zur Abwehr des Nationalsozialismus aber die SPD. Ansonsten betätigte er sich nicht politisch, sondern beruflich als Jurist. 1929 gab er ein Buch zum Kassenarztrecht heraus. Von 1933 bis 1939 erhielt er einen Lehrauftrag für Berg- und Wirtschaftsrecht an der Universität zu Köln. Von 1936 bis 1949 war er neben seiner Justitiarstätigkeit auch Bergwerksdirektor bei den Rheinischen Stahlwerken in Essen.
Heinemann gehörte während der Weimarer Republik der Republikschutzorganisation Reichsbanner Schwarz-Rot-Gold an.

### Zeit des Nationalsozialismus (1933–1945)
Als Presbyter (Kirchenvorsteher) seiner Essener Heimatgemeinde, der Paulusgemeinde, erlebte er Graebers Amtsenthebung durch die neue Kirchenleitung der Deutschen Christen. Dieser bildete daraufhin eine selbständige Ortsgemeinde mit eigenem Versammlungsraum; Heinemann sorgte dafür, dass diese weiterhin rechtlich der Rheinischen Landeskirche angehörte. Dazu schrieb er im November 1933 an Hitler und bat den „sehr verehrten Herrn Reichskanzler“, „dass die eigentlichen Träger des kirchlichen Lebens in unseren Gemeinden bei den amtlichen Stellen zu Gehör kommen“.
Wegen seiner juristischen Kompetenz wurde Heinemann bald überregionaler Rechtsberater der Bekennenden Kirche und Sprecher der Synodalen (Kirchenabgeordneten) des Rheinlands in der Bekennenden Kirche. Als solcher nahm er 1934 an der Barmer Bekenntnissynode teil und überarbeitete die Barmer Theologische Erklärung mit. Danach stellte er häufig im Keller seines Hauses illegale Flugschriften für die Bekennende Kirche her und versandte sie reichsweit. Dabei blieb er nach außen stets vorsichtig und konziliant gegenüber Staatsbehörden. Bis 1945 wurde er nie verhaftet.
Wie im Jahr 2009 bekannt wurde, war Heinemann Mitglied in zwei NS-Organisationen, Parteimitglied war er jedoch nicht. In seinem Lebenslauf für die alliierten Besatzungsbehörden vom 23. Januar 1946 gab er diese Mitgliedschaften nicht an: Es handelte sich erstens um den Nationalsozialistischen Rechtswahrerbund (NSRB); und zweitens um die Nationalsozialistische Volkswohlfahrt (NSV), die nach dem Verbot der Arbeiterwohlfahrt eine „Gleichschaltung“ der Wohlfahrtsverbände betrieb, indem sie die eingeführten Organisationen (z. B. DRK, Bahnhofsmission, Caritas, Diakonie, kirchliche Krankenhäuser und Kindergärten) zwar nicht auflösen, aber durch besondere staatliche Förderung stark zurückdrängen und vereinheitlichen sollte.
Die rheinische Landeskirche gehört zu den Unierten Kirchen der Altpreußischen Union. Dort vertreten Lutheraner und Reformierte als „Protestanten“ einen gemeinsamen evangelischen Glauben gegenüber dem Katholizismus. Demgemäß verstand Heinemann sich immer einfach als evangelischer Christ, der die innerprotestantischen Gegensätze als unfruchtbare Nebensache empfand und ablehnte. Der Kirchenkampf bestärkte ihn darin, dass der Konfessionalismus überwunden werden müsse. Auf der Reichssynode in Bad Oeynhausen 1936 protestierte er mit drei Pfarrern scharf gegen die Bildung eines Lutherrats, die daraus folgende Spaltung der Bekennenden Kirche und die Abwertung der unierten Christen. Er forderte stattdessen eine Stärkung der Gemeinden gegenüber den Kirchenleitungen und eine genauere, kritischere Analyse der politischen Situation. Da dies in der Folgezeit abgelehnt wurde, trat er im Frühjahr 1939 von seinen Ämtern in der Bekennenden Kirche zurück. Als Presbyter seiner Gemeinde in Essen half er weiterhin verfolgten Christen mit Rechtsberatung und versorgte versteckte Juden mit Lebensmitteln.
Von 1936 bis 1950 war er zudem Vorsitzender des Christlichen Vereins Junger Männer (CVJM) in Essen. Er wollte im CVJM das Zusammenrücken der jüngeren Generation „gegenüber dem Ansturm des organisierten Antichristentums“ fördern, aber auch dazu beitragen, dass die lutherischen und reformierten „Bekenntniskirchen“ ihre im Kirchenkampf gewonnenen Erkenntnisse künftig bewahren und nicht in starre Abgrenzungen zurückfallen würden.

### Kirchliche und politische Ämter in der Nachkriegszeit (1945–1949)

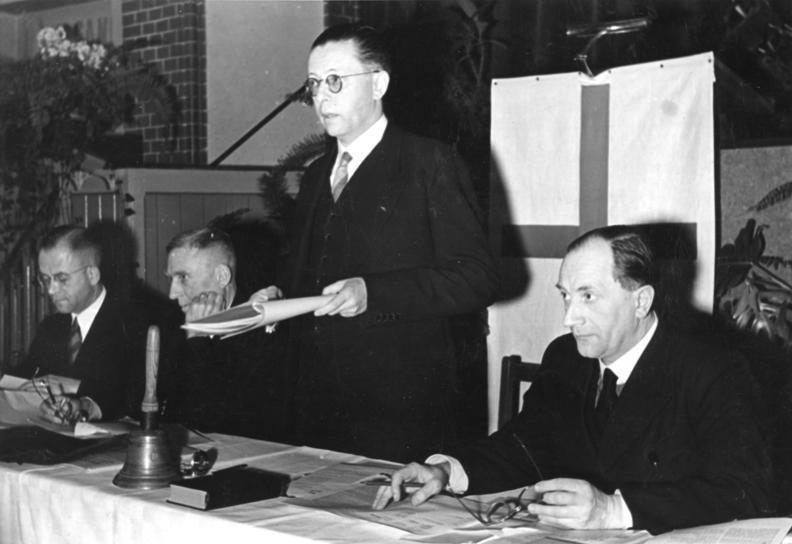
Gustav Heinemann (stehend) auf der Generalsynode der Evangelischen Kirche in Deutschland, Januar 1949

Im Oktober 1945 unterzeichnete Heinemann mit anderen Ratsvertretern der Evangelischen Kirche in Deutschland (EKD) das Stuttgarter Schuldbekenntnis, das er fortan als „Dreh- und Angelpunkt“ seines kirchenpolitischen Wirkens auffasste. Von 1949 bis 1962 war er Mitglied der Leitung der Evangelischen Kirche im Rheinland. Von 1949 bis 1955 wirkte er zudem als Präses der gesamtdeutschen Synode der EKD und war mitbeteiligt an der Konstituierung des Deutschen Evangelischen Kirchentags, dem Rat der EKD gehörte er bis 1967 an.
In dieser Funktion schloss er 1950 den ersten offiziellen evangelischen Kirchentag in Essen (der später als zweiter Kirchentag gezählt wurde) vor etwa 180.000 Teilnehmern mit den vielbeachteten Worten an die Völker der Welt:

„Unsere Freiheit wurde durch den Tod des Sohnes Gottes teuer erkauft. Niemand kann uns in neue Fesseln schlagen, denn Gottes Sohn ist auferstanden. Lasst uns der Welt antworten, wenn sie uns furchtsam machen will: Eure Herren gehen – unser Herr aber kommt!“

Von 1948 bis 1961 gehörte er auch zur Kommission für internationale Angelegenheiten im Weltrat der Kirchen.
Ab 1951 gehörte Heinemann zu den Herausgebern der Zeitschrift Stimme der Gemeinde, die seit dem Kirchenkampf als Zentralorgan der Bekennenden Kirche galt. Dort sammelten sich die seit 1956 als landeskirchliche Bruderschaften organisierten Bruderräte der Bekennenden Kirche und Gegner der Wiederbewaffnung und Aufrüstung in der EKD.
Nach dem Kriegsende war Heinemann unter den Mitbegründern der CDU, die er als überkonfessionelle, demokratische und von Gegnern der NSDAP getragene Partei bejahte. Die britische Besatzungsmacht setzte ihn zum Bürgermeister von Essen ein. 1946 wurde er dort zum Oberbürgermeister gewählt und behielt dieses Amt bis 1949. In seiner Funktion als Essener Bürgermeister war Heinemann von 1945 bis 1949 auch Aufsichtsratsvorsitzender der Süddeutschen Eisenbahn-Gesellschaft (SEG) und blieb bis 1952 Mitglied des SEG-Aufsichtsrats. Von 1946 bis 1950 war er zudem CDU-Landtagsabgeordneter in Nordrhein-Westfalen. Vom 17. Juni 1947 bis zum 7. September 1948 gehörte er der von Ministerpräsident Karl Arnold (CDU) geführten Regierung des Landes Nordrhein-Westfalen als Justizminister an. Schon in diesem Amt hatte er erste Konflikte mit Konrad Adenauer.

### Bundesinnenminister (1949–1950)
Adenauer wurde am 15. September 1949 zum ersten Bundeskanzler der neuen Bundesrepublik Deutschland gewählt. Er lehnte trotz der schmalen Mehrheit im Bundestag eine von Teilen seiner Partei befürwortete Große Koalition mit der SPD ab. Nachdem die CDU-Fraktion eine übermäßige Verteilung von Ministerposten an Katholiken in Adenauers geplantem Kabinett kritisiert hatte, berief dieser Heinemann am 20. September 1949 als Bundesminister des Innern, um die überkonfessionelle Ausrichtung seiner Regierung zu betonen. Er machte zur Bedingung, dass Heinemann Präses der EKD-Synode bliebe, um ihn als Vertreter der Protestanten einzubinden.
Heinemann folgte dem Ruf nur widerstrebend auf Drängen seiner Freunde und bat diese, seine kirchlichen Ämter weiterführen zu dürfen. Er bedauerte, seine bisherige berufliche Arbeit auf ungewisse politische Entwicklungen hin aufgeben zu müssen, und sagte Adenauer erst zu, nachdem er die verbindliche Zusage vom Aufsichtsrat der Firma Rheinstahl und der Niederrheinischen Bergwerksgesellschaft erhalten hatte, später wieder in seine dortigen Vorstandspositionen zurückkehren zu können.

### Gegner der Wiederbewaffnung (1950–1953)
Bei der Kabinettssitzung am 31. August 1950 teilte Adenauer seinem Kabinett mit, dass er Geheimverhandlungen über den Aufbau einer Bundespolizei und einen deutschen Wehrbeitrag in einer Europäischen Armee geführt und dem US-amerikanischen Hochkommissar John Jay McCloy in einem „Sicherheitsmemorandum“ auf eigene Initiative „einen Beitrag in Form eines deutschen Kontingents“ angeboten hatte. Dies führte zu einem Eklat mit Heinemann, der wie die anderen Minister erst aus der Zeitung erfahren hatte, dass der Kanzler dabei auch zwei offizielle Memoranden übergeben hatte. Heinemann sagte, er sei „nicht in der Lage“, sich „in bedeutungsvollsten Fragen, bei denen [er] als Kabinettsmitglied und als in Polizeisachen zuständiger Ressortminister beteiligt [sei], vor vollendete Tatsachen stellen zu lassen“, und bot seinen Rücktritt an. Adenauer antwortete mit scharfen Vorwürfen gegen Heinemanns Tätigkeit als Minister, „da weder auf dem Gebiet des Verfassungsschutzes noch auf dem Gebiet der Polizei in den letzten Monaten etwas Nennenswertes geleistet worden“ sei, und verlas Auszüge aus einem der beiden Memoranden. Heinemann erklärte daraufhin seinen Rücktritt, den Adenauer am 9. Oktober annahm. Heinemann war der erste Bundesminister, der von seinem Amt zurücktrat.
In seinem Rücktrittsbrief führte er in Übereinstimmung mit damaligen Erklärungen der noch gesamtdeutschen EKD-Synode aus:

„Was für Rußland und seine Satelliten auf der einen Seite und für die Westmächte auf der anderen Seite […] immerhin noch Chancen des Gewinnens oder doch des Überlebens in sich schließt, ist für uns in jedem Falle der Tod, weil Deutschland das Schlachtfeld ist. […] Wir legitimieren unser Deutschland selbst als Schlachtfeld, wenn wir uns in die Aufrüstung einbeziehen. […] Es kommt darauf an, daß die Chance für eine friedliche Lösung nicht verlorengeht. Unsere Beteiligung an der Aufrüstung würde das Aufkommen einer solchen Chance kaum mehr offen lassen. […] Unser Staatsapparat ist […] noch so wenig eingespielt und gefestigt, daß die militärische Macht nahezu unvermeidlich wieder eine eigene politische Willensbildung entfalten wird. Wenn wir diese Gefahr dadurch für gebannt halten, daß die deutschen Kontingente in einer internationalen Armee stehen, so ist abzuwägen, ob die Abhängigkeit von einem internationalen Generalstab geringer oder erträglicher sein wird. […] Wir können noch nicht von einem gefestigten demokratischen Staatsbewußtsein sprechen. Es wird deshalb nicht abzuwenden sein, daß die antidemokratischen Neigungen gestärkt und die Remilitarisierung die Renazifizierung nach sich ziehen wird.“

Heinemann arbeitete nun wieder als Rechtsanwalt und gründete mit Diether Posser eine Sozietät in Essen. Dort setzte er sich besonders für Kriegsdienstverweigerer ein. 1952 trat er wegen der Pläne zur Wiederbewaffnung Deutschlands aus der CDU aus und gründete mit Helene Wessel, Margarete Schneider – der Witwe von Paul Schneider, dem ermordeten „Prediger von Buchenwald“ –, Erhard Eppler, Robert Scholl, Diether Posser und anderen November 1951 die „Notgemeinschaft für den Frieden Europas“, aus der ein Jahr später die Gesamtdeutsche Volkspartei (GVP) entstand. Dieser gehörte mit Johannes Rau ein weiterer späterer Bundespräsident an.
Sie vertrat einige Positionen des ersten Parteiprogramms der CDU, des Ahlener Programms, weiter und strebte einen Verzicht der Bundesrepublik auf eine Verteidigungsarmee und strikte Neutralität zwischen der NATO und dem Ostblock an, um die Chance zur Wiedervereinigung offen zu halten und die Tradition des deutschen Militarismus zu beenden. Heinemann bejahte stattdessen den Aufbau einer Bundespolizei von gleicher Stärke wie die damals aufgebaute Volkspolizei der DDR.
Am 13. März 1952 hielt Heinemann in West-Berlin eine Saalrede vor tausenden Zuhörern zu der ersten der Stalin-Noten vom 10. März 1952. Er forderte die Bereitschaft, das Angebot Stalins zu einem militärisch neutralen Gesamtdeutschland ernsthaft zu prüfen. Die CDU hatte die Berliner mit Plakaten zu Protesten aufgerufen, und der Saal war mit angeworbenen Störern gefüllt, die minutenlange Pfeifkonzerte und Tumulte inszenierten, um Heinemann am Reden zu hindern. Dieser ließ sich jedoch nicht beirren und reagierte auf Zwischenrufe („Von Moskau bezahlt!“) spontan mit dem Hinweis, dass man ja Eintritt bezahlt habe, um ihn zu hören. Man wolle sicher nicht, dass Ostberliner Zeitungen berichten könnten, dass man in Westberlin nicht mehr frei reden könne. Es gebe nicht nur östliche fünfte Kolonnen. Dies brachte die Störer zum Schweigen; Heinemann konnte seine Rede in Ruhe beenden.
Die GVP erzielte bei der Bundestagswahl 1953 nur 1,2 Prozent der Stimmen. Dennoch hielt er mit der GVP in den folgenden vier Jahren die Debatte um das Verhältnis der Wiederbewaffnung zur Wiedervereinigung Deutschlands aufrecht.

### Übertritt zur SPD
1957 vertrat Heinemann Viktor Agartz in einem Prozess wegen Landesverrats vor dem Bundesgerichtshof und nach der Spiegel-Affäre das Nachrichtenmagazin Der Spiegel in den Prozessen gegen Franz Josef Strauß.
Im selben Jahr verhandelte er mit Erich Ollenhauer über seinen Übertritt zur SPD. Als Gegenleistung für einen aussichtsreichen Listenplatz löste er die GVP im Mai 1957 auf und empfahl ihren Mitgliedern, in die SPD einzutreten, wie es Erhard Eppler schon getan hatte; Heinemann wurde anschließend Mitglied der SPD. Bei der Bundestagswahl 1957 kandidierte er auf der niedersächsischen Landesliste der SPD und wurde erstmals Mitglied des Bundestages und dort sofort in den Vorstand der SPD-Bundestagsfraktion gewählt. Von 1958 bis 1969 gehörte er dem Bundesvorstand der SPD an. Er galt dort als anerkannter Vertreter des sozialen und radikaldemokratischen Flügels im deutschen Protestantismus, der zugleich die Akzeptanz der SPD als Volkspartei auch in Kreisen des Industriebürgertums im Ruhrgebiet verkörperte.
Auch wegen des politischen Drucks Adenauers auf den Rat der EKD war Heinemann von Otto Dibelius seit Januar 1951 nahegelegt worden, sein Amt als Präses der EKD-Synode niederzulegen. 1955 wurde er von dieser abgewählt. Sein Nachfolger wurde der neue hannoversche Landesbischof Johannes Lilje. Dibelius schloss mit Adenauer, entgegen einem unter Heinemann zustande gekommenen Synodalbeschluss, am 22. Februar 1957 den Militärseelsorgevertrag, zwei Monate vor Heinemanns Übertritt zur SPD.

### Gegner der Atombewaffnung (ab 1957)
Heinemann gehörte 1957/58 zu den schärfsten Gegnern der von Adenauer und Strauß geplanten Atombewaffnung der Bundeswehr, darüber hinaus aller ABC-Waffen. In einer legendären Bundestagsrede am 23. Januar 1958 vollzog er zusammen mit Thomas Dehler eine Generalabrechnung mit der aus seiner Sicht völlig gescheiterten Deutschlandpolitik Adenauers und warf ihm dabei Volksbetrug, Hintergehen des Kabinetts und des Parlaments vor. In dieser Rede nahm er zum erfolgreichen CDU-Wahlkampf aus der zurückliegenden Bundestagswahl Stellung, in dem Adenauer erklärt hatte: „Es geht darum, ob Deutschland und Europa christlich bleiben oder kommunistisch werden!“ Dies kritisierte Heinemann als ideologische Vereinnahmung christlich-abendländischer Werte für den Kalten Krieg:

„Es geht nicht um Christentum gegen Marxismus […] Es geht um die Erkenntnis, dass Christus nicht gegen Karl Marx gestorben ist, sondern für uns alle!“

Die Rede rief heftige Reaktionen hervor, weil sie das übliche Schema durchbrach, wonach christlich motivierte Politik nur in der CDU möglich und die SPD eine traditionell „atheistische“ Partei sei.
In der zweiten großen Bundestagsdebatte zur Atombewaffnung im März 1958 bezog sich Heinemann als Redner der SPD-Opposition auf Artikel 25 des Grundgesetzes, wonach Völkerrecht auch Bundesrecht ist, und plädierte darum für einen generellen Verzicht auf Massenvernichtungsmittel beim Aufbau einer deutschen Verteidigungsarmee. Wie Karl Barth argumentierte er auch mit den Kriterien der kirchlichen Lehre vom Gerechten Krieg:

„Sie [die CDU-Abgeordneten] brauchen mir nicht zu sagen, dass nach der Lehre der beiden großen Kirchen eine Wehrdienstpflicht unter bestimmten Voraussetzungen gegeben sei. Die Frage ist die, ob alles das […] Bestand hat gegenüber den Massenvernichtungsmitteln von heute.“

Er erinnerte dann an den Zusammenhang der Atomwaffen mit dem Holocaust:

„Ich nenne die Atomwaffen Ungeziefervertilgungsmittel, bei denen diesmal der Mensch das Ungeziefer sein soll.“

Er fragte, „ob irgendein Grund die Anwendung von Massenvernichtungsmitteln rechtfertigt.“ Auf den Zwischenruf eines CDU-Abgeordneten – „aber Notwehr!“ – antwortete er:

„Meine Damen und Herren, Notwehr ist ihrem Sinn und ihrem Charakter nach eine begrenzte Abwehr, aber Notwehr mit Massenvernichtungsmitteln ist unmöglich.“

Gegenüber dieser Einbeziehung von ethisch illegitimer Massenvernichtung in an sich legitime bewaffnete Selbstverteidigung bestand für Heinemann mit Bezug auf die Barmer Theologische Erklärung von 1934 „das Recht […], ja sogar die Pflicht zur Gehorsamsverweigerung.“

### Bundesjustizminister (1966–1969)
Am 1. Dezember 1966 wurde Heinemann auf Vorschlag Willy Brandts zum Bundesminister der Justiz in der von Bundeskanzler Kurt Georg Kiesinger geführten Großen Koalition ernannt. Dies begrüßten auch Vertreter anderer Parteien, die sich seit längerem für eine vieldiskutierte Große Strafrechtsreform eingesetzt hatten, etwa Thomas Dehler (FDP) und Max Güde (CDU), während die Bundesanwaltschaft skeptisch reagierte.
Heinemann lagen zwei Reformentwürfe vor: ein konservativer, der stärker auf Abschreckung setzte (1962), und ein liberaler, der stärker auf Kriminalprävention und Resozialisierung von Straffälligen ausgerichtet war (1966). Es gelang ihm, in einem Kompromissentwurf zum allgemeinen Strafrecht viele der letzteren Vorstellungen unterzubringen. So wurden 1969 die Zuchthausstrafen gesetzlich durch Freiheitsstrafen ersetzt, die regulär Resozialisierungsangebote einschlossen. Haftstrafen unter sechs Monaten konnten nur noch ausnahmsweise verhängt werden, um nicht die Rückfälligkeit von Ersttätern zu fördern. Bagatelldelikte wurden zu Ordnungswidrigkeiten herabgestuft.
Das zum Teil erst 1951 geschaffene politische Strafrecht wurde im Juni 1968 mit dem 8. Strafrechtsänderungsgesetz liberalisiert: Gegen Urteile in Staatsschutz-Strafsachen, die bis dahin rechtlich unanfechtbar waren, können seither Rechtsmittel eingelegt werden. Die Gefahr von „Gesinnungsurteilen“ sollte verringert werden. Inhaftierte, die aufgrund der nun aufgehobenen Bestimmungen verurteilt worden waren, wurden amnestiert. Zugleich vertrat Heinemann entschieden die Verlängerung der Verjährungsfrist für NS-Verbrechen. Tatsächlich trat jedoch im Oktober 1968 das von dem Ministerialbeamten Eduard Dreher entworfene sogenannte Einführungsgesetz zum Gesetz über Ordnungswidrigkeiten (EGOWiG) in Kraft, in dessen Folge die Taten aller Gehilfen von nationalsozialistischen Morden auf einen Schlag verjährt waren (siehe Eduard Dreher#Verjährungsskandal).
Besonderes Augenmerk richtete er auf das Sexualstrafrecht und sorgte dafür, dass Ehebruch und praktizierte männliche Homosexualität (Paragraph 175) keine Straftaten mehr sind. Nichteheliche und eheliche Kinder wurden rechtlich gleichgestellt und erhielten den gleichen Anspruch auf Unterhalt. Heinemann begründete dies mit pragmatischer Vernunft und dem Gleichheitsgrundsatz des Grundgesetzes. So argumentierte er im Fall der Homosexualität mit der Gleichberechtigung von Mann und Frau, da lesbische Beziehungen nicht strafbar waren. Beim Ehebruch verwies er auf Statistiken, wonach höchstens ein Sechstel aller bekannten Fälle bestraft wurden und dies keinerlei erkennbare Auswirkungen auf die Gesellschaftsmoral hatte. Diese sei nur noch sehr begrenzt von christlichen Moralvorstellungen geprägt, und es sei nicht wünschenswert, dies durch autoritäre Staatsgesetze zu revidieren. In der Frage des Schwangerschaftsabbruchs wich er jedoch von der SPD-Mehrheit ab und befürwortete nur die ethische Indikation im Fall einer Vergewaltigung.
Viele von Heinemann eingeleitete Reformen wurden erst nach seiner Amtszeit konkretisiert und etwa mit dem 9. Strafrechtsänderungsgesetz rechtswirksam. Er betrachtete sie nur als erste Schritte. Entscheidend war für ihn, die Rechtsordnung einerseits dem Gesellschaftswandel anzupassen, andererseits die Benachteiligten zu schützen.
Beim zuständigen Arbeitsminister Hans Katzer setzte er sich auch – zunächst vergeblich – dafür ein, die Totalverweigerung von Kriegs- und Ersatzdienst aus Gewissensgründen anzuerkennen und sie nicht durch wiederholte Einberufung mehrfach zu bestrafen. Dies betraf vor allem die Zeugen Jehovas, die er als Anwalt schon oft vor Gericht verteidigt hatte. Er verwies auf die Bemühungen der Kirchen in der DDR, einen gleichberechtigten staatsunabhängigen Zivildienst anstelle der „Bausoldaten“-Kompanien zu schaffen. Am 7. März 1968 folgte das Bundesverfassungsgericht seiner Auffassung und verbot die Mehrfachbestrafung von Kriegs- und Ersatzdienstverweigerern, deren „Dienstflucht“ auf eine ein für alle Mal getroffene Gewissensentscheidung zurückgeht.
Zur Überraschung seiner Anhänger trat Heinemann am 10. Mai 1968 für die Notstandsgesetze ein, die besonders die Studentenbewegung und Teile der Gewerkschaften vehement ablehnten. Man fürchtete, eine künftige Regierung könne den Notstand auch ohne wirklichen Grund ausrufen und damit erst herbeiführen. Heinemann erinnerte dagegen an Artikel 48 der Weimarer Verfassung, dessen Ausführungsgesetz nie beschlossen wurde und antidemokratischen Regenten gerade so Rechtswillkür gestattet habe. Da das Grundgesetz keinen vergleichbaren Artikel hatte, hatten CDU-geführte Bundesregierungen über Jahre hinweg Entwürfe für einen Notstandsfall erarbeitet und allen Dienststellen als „geheime Verschlusssache“ zugeleitet. Diese „Schubladengesetze“ habe die SPD seit dem Eintritt in die Große Koalition vorgefunden und beseitigt. Die Notstandsgesetze sollten die Bürger gerade vor solcher Regierungswillkür „im Notstand“ schützen.
Anfang April 1968 veröffentlichte Heinemann einen Aufsatz in der SPD-Zeitschrift Die neue Gesellschaft unter dem Titel „Die Vision der Menschenrechte“. Darin plädierte er nicht nur für einschneidende Hochschulreformen, sondern auch für die Analyse des gesellschaftlichen Ideenmangels und Reformstillstands, aus dem er die Unruhe unter den Studenten erklärte. Utopismus helfe ebenso wenig wie bloße Technokratie der Macht: „Wir brauchen ‚realists with vision‘ (John F. Kennedy), nüchterne Realisten mit Phantasie, die das Bild einer besseren Ordnung im Herzen tragen und von dem Willen erfüllt sind, mehr und bessere Gerechtigkeit zu erkämpfen, als sie hier und jetzt vorhanden ist.“ Er trat für die Erweiterung der liberalen Bürgerrechte durch soziale, wirtschaftliche und kulturelle Menschenrechte ein. Die Tradition des deutschen Obrigkeitsstaates müsse beendet werden.

„Wir kommen immer noch her aus der jahrhundertelangen Erziehung zu einem obrigkeitlichen Gehorsam und vor allen Dingen von einer Abneigung gegenüber allem Sonderlichen, und damit eben auch gegenüber Minderheiten.“

Zwei Tage nach dem Attentat auf Rudi Dutschke und den teilweise gewalttätigen Protesten dagegen bezeichnete Bundeskanzler Kiesinger am 13. April 1968 die Studenten als „militante linksextremistische Kräfte“ und Feinde der parlamentarischen Ordnung und machte sie damit indirekt selbst für das Attentat verantwortlich. Auch wurden aus der CDU Rufe zur Einschränkung des Demonstrationsrechts laut. Darauf reagierte Heinemann am Folgetag (Ostermontag) mit einer Erklärung, in der er Kiesinger, aber auch gewaltbereite Protestierer, unmissverständlich zurechtwies:

„Wer mit dem Zeigefinger allgemeiner Vorwürfe auf den oder die vermeintlichen Anstifter oder Drahtzieher zeigt, sollte bedenken, dass in der Hand mit dem ausgestreckten Zeigefinger zugleich drei andere Finger auf ihn selbst zurückweisen.“

Er sah den Protest als Symptom einer tiefen Vertrauenskrise der Demokratie. Gewalt sei Unrecht und „Dummheit obendrein“. Aber:

„Zu den Grundrechten gehört auch das Recht zu demonstrieren, um öffentliche Meinung zu mobilisieren. Auch die junge Generation hat einen Anspruch darauf, mit ihren Wünschen und Vorschlägen gehört und ernst genommen zu werden.“

Während dies damals öffentlich große Empörung auslöste, fand Heinemann bei APO-Anhängern Lob und Anerkennung: Er habe, so Ivan Nagel, „indem er die Wahrheit der doppelseitigen Schuld aussprach“, entscheidend zur Deeskalation und Versöhnung der Generationen beigetragen.

### Bundespräsident (1969–1974)

#### Wahl
Nachdem die SPD im Juni 1967 ihren Anspruch auf das Amt des Bundespräsidenten angemeldet hatte, galt Heinemann zunächst nicht als Favorit der SPD. Dem Parteivorsitzenden Willy Brandt erschien er erst im Herbst 1968 als geeigneter Kandidat, weil er die junge Generation, besonders die Studentenbewegung, erreichte und deren Anliegen einer umfassenden Demokratisierung der Gesellschaft sowie aller politischen Institutionen teilte. Die CDU/CSU-Fraktion nominierte den als konservativ geltenden Verteidigungsminister Gerhard Schröder statt des dem liberalen CDU-Parteispektrum zugeordneten Richard von Weizsäcker, den Bundeskanzler Kurt Georg Kiesinger favorisiert hatte. Die FDP vermied jede Festlegung im Vorfeld.
Bei der Wahl am 5. März 1969 erreichte Heinemann im ersten Wahlgang 513 von 1036 Wahlmännerstimmen, im zweiten nur noch 511, Schröder 507. Im dritten Wahlgang genügte ihm die einfache Mehrheit von 512 zu 506 Stimmen für die Wahl zum dritten Bundespräsidenten. Ausschlaggebend waren die Stimmen der FDP, von deren 83 Mitgliedern der Bundesversammlung 78 vorab intern zugesagt hatten, für Heinemann zu votieren. „Daß Gustav Heinemann zum Bundespräsidenten gewählt wurde, beseitigte in der öffentlichen Meinung das letzte Vorurteil über die Regierungsfähigkeit der SPD“, schrieb Carlo Schmid in seinen Erinnerungen, die er zehn Jahre später veröffentlichte. Es signalisierte vor allem, dass eine SPD/FDP-Koalition, wie sie nach der Landtagswahl in Nordrhein-Westfalen 1966 zustande gekommen war, auch im Bund möglich sei. Dementsprechend kam es nach der Bundestagswahl am 28. September 1969 in kürzester Zeit zu einer solchen Koalition mit Willy Brandt als Bundeskanzler.

#### Amtsverständnis und Amtsführung
Heinemann verstand sich als „Bürgerpräsident“ und zeigte dies bei seinem Amtsantritt am 1. Juli 1969 mit den Worten:

„[W]ir stehen erst am Anfang der ersten wirklich freiheitlichen Periode unserer Geschichte. […] Überall müssen Autorität und Tradition sich die Frage nach ihrer Rechtfertigung gefallen lassen. […] Nicht weniger, sondern mehr Demokratie – das ist die Forderung, das ist das große Ziel, dem wir uns alle und zumal die Jugend zu verschreiben haben. Es gibt schwierige Vaterländer. Eines davon ist Deutschland. Aber es ist unser Vaterland.“

Diesem Ziel versuchte er im Amt mit häufiger Kritik an Systemmängeln der Nachkriegsdemokratie zu dienen. Er wollte die Eigeninitiative der Bürger gegenüber Parteien und Behörden und plebiszitäre Elemente als Ergänzung zum Parlamentarismus stärken. Damit polarisierte er die Meinungen und wurde von manchen Konservativen als „Apo-Opa“ abgewertet.
Heinemann hatte in seiner Antrittsrede auch die Verpflichtung aller Politik zum Frieden betont:

„Nicht der Krieg ist der Ernstfall […], sondern der Friede ist der Ernstfall, in dem wir uns alle zu bewähren haben.“

Auf seine Initiative wurde am 28. Oktober 1970 die Deutsche Gesellschaft für Friedens- und Konfliktforschung (DGFK) gegründet. Sie wurde zunächst von der Bundesregierung und den elf Länderregierungen sowie wichtigen gesellschaftlichen Verbänden mitgetragen, darunter dem DGB, dem BDI, der BDA, dem Rat der EKD, der Deutschen Bischofskonferenz, dem Zentralrat der Juden in Deutschland. Sie erhielt rund drei Millionen DM jährlich: nur einen Bruchteil der gleichzeitigen Ausgaben für Rüstungsforschung. 1983 kündigten die neue Bundesregierung unter Helmut Kohl und die CDU-geführten Länder jedoch den Vertrag mit der DGFK. Sie wird nur noch an einigen Universitäten mit Projekten fortgeführt.
Seine Einstellung zum Thema Patriotismus hatte er schon lange vor seiner Wahl auf die Frage, ob er diesen Staat, die Bundesrepublik, als Bewerber um die Bundespräsidentschaft denn nicht liebe, in vielzitierter Weise deutlich gemacht:

„Ach was, ich liebe keine Staaten, ich liebe meine Frau; fertig!“

Er nahm Anteil an dem Engagement seiner Frau Hilda, die eine Stiftung für geistig Behinderte gründete, sich für Drogensüchtige und weibliche Häftlinge einsetzte und die Schirmherrschaft für Amnesty International übernahm.
Zur Rolle der Bundeswehr urteilte Heinemann: „Jede Bundeswehr muß grundsätzlich bereit sein, sich um einer besseren politischen Lösung willen in Frage stellen zu lassen.“ Mit dieser Äußerung empörte Heinemann vor allem die CDU/CSU. Der CSU-Vorsitzende Franz Josef Strauß meinte, es sei von dort aus nur ein kleiner Schritt zu sagen, „die Bundeswehr steht der Wiedervereinigung im Wege“. Entgegen den Sorgen der Konservativen pflegte Heinemann als Bundespräsident freundschaftliche Beziehungen zu den Spitzen der Bundeswehr, besuchte militärische Einrichtungen und Soldateneinheiten, aber auch Zivildienststellen. Er blieb auch für die neue Regierung unter Willy Brandt unbequem und mahnte schon bei deren Vereidigung: „Auch Ihnen ist nicht mehr als kontrollierte Macht auf Zeit anvertraut. Nutzen Sie diese Ihre Zeit.“
Während seiner Amtszeit zahlte Heinemann die weiter eingehenden Pensionszahlungen der Rheinischen Stahlwerke in einen Fonds, mit dem er Menschen unterstützte, für die er von Amts wegen nichts tun konnte. So half er 1970 Rudi Dutschke und seiner Familie mit 3.000 DM bei ihrem Umzug nach Cambridge. Nach schweren Vorwürfen des CDU-Abgeordneten Gerhard O. Pfeffermann räumte Heinemann diese Hilfeleistung 1975 ein, dementierte aber, dafür öffentliche Gelder verwendet zu haben.
Bei den mehrwöchigen Dortmunder Fahrpreisunruhen im März 1971 empfing Heinemann Vertreter des kommunistisch dominierten Aktionskomitees zu einem Gespräch, in dem er auf die knappen Mittel der Kommune hinwies und dafür die „wenig präsidiale“ Formulierung fand: „Glauben Sie, der Oberbürgermeister hätte einen Dukatenscheißer?“
Die Anschläge der Roten Armee Fraktion (RAF) und besonders das Attentat auf israelische Sportler bei den Olympischen Sommerspielen 1972 in München trafen Heinemann schwer. Als Radikaldemokrat verurteilte er die Terrorakte und betonte: „Anarchisten sind objektiv die besten Helfer der Reaktionäre.“ Zugleich warnte er Regierung und Behörden vor Überreaktionen: Der Staat sei stark genug, Gewalttäter aller Art in die Schranken zu weisen. Ein Aufruf an die RAF, den „bewaffneten Kampf“ einzustellen, wurde auf Wunsch Willy Brandts nicht ausgestrahlt.

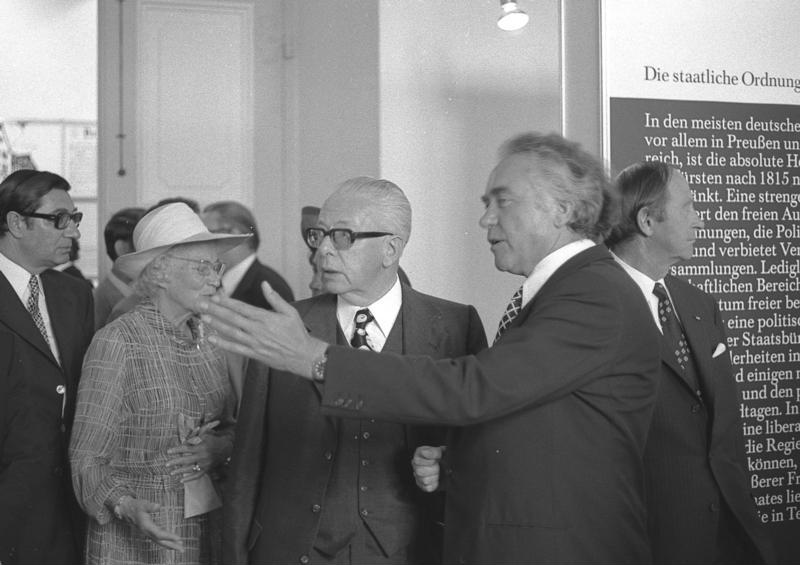
Heinemann bei der Einweihung der Rastätter Erinnerungsstätte, 1974

Zu den traditionellen Neujahrsempfängen lud Heinemann nicht nur Diplomaten ein, sondern auch einfache Bürger besonders belasteter oder verachteter Berufsgruppen, etwa Krankenschwestern, Müllabfuhrarbeiter, Bademeister, Gastarbeiter, Behinderte und Zivildienstleistende. Er versuchte, höfisches Zeremoniell abzuschaffen, und erlaubte eingeladenen Herren, nicht nur ihre Ehefrauen, sondern auch andere weibliche Begleitung mitzubringen. Große Bankette mit tausenden Gästen mied er und empfing Staatsgäste lieber in kleinem Kreis mit Privatatmosphäre. Sein letzter Gast, drei Tage vor seinem Abschied aus dem Amt, war der jugoslawische Staatspräsident Josip Broz Tito.
Heinemann setzte sich für die Gründung der Erinnerungsstätte für die Freiheitsbewegungen in der deutschen Geschichte in Rastatt ein und eröffnete sie am 26. Juni 1974 mit einer Rede. Sein Engagement für Rastatt als Ort der Erinnerungsstätte hatte auch einen persönlichen Hintergrund: Carl Walter, ein Bruder seines Urgroßvaters, hatte als Barrikadenkämpfer im Rahmen der Reichsverfassungskampagne am Maiaufstand 1849 in Elberfeld teilgenommen und schloss sich danach den badischen Revolutionären an. Nach der endgültigen Niederschlagung der Revolution von 1848/49 starb er als Gefangener in den Kasematten der Festung Rastatt.

#### Auslandsbesuche

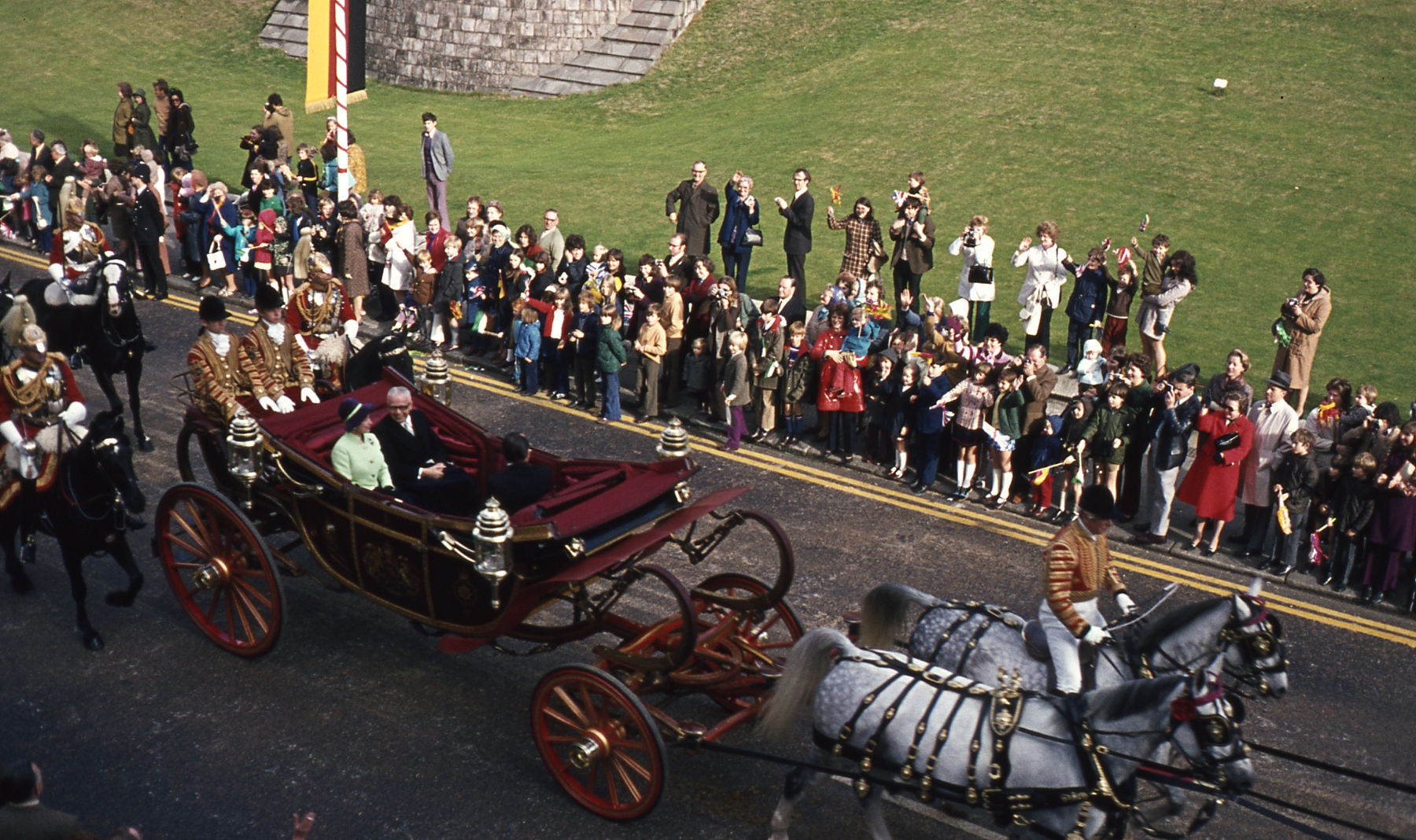
Staatsbesuch in Großbritannien, 1972

Im Amt setzte sich Heinemann sehr stark für die Versöhnung mit den von Deutschland unter dem NS-Regime besetzten Staaten Europas ein. Im November 1969 besuchte er als erster Bundespräsident die Niederlande, deren Bevölkerung damals noch erhebliche Vorbehalte gegen die Deutschen hatte. Heinemann machte sofort in seiner Begrüßungsrede klar, „dass wir uns in Deutschland bewusst bleiben, welches Leid wir dem niederländischen Volk zufügten“. Zudem freundeten er und seine Frau sich mit dem niederländischen Königspaar an.
Im Mai 1970 besuchte er Japan, um in Osaka die Weltausstellung (Expo ’70) zu eröffnen. Bei den internen Vorbereitungen setzte er gegen Bedenken des Auswärtigen Amtes durch, bei dieser Gelegenheit Hiroshima zu besuchen. Er legte am Mahnmal der Atombombenkuppel einen Kranz nieder, um an die Atombombenabwürfe auf Hiroshima und Nagasaki zu erinnern, und mahnte die Verantwortung aller Menschen dafür an, „dass unser aller Weg nicht in eine Katastrophe führt“.
Im folgenden Sommer und Herbst bereiste er die skandinavischen Staaten. Mit König Frederik IX. von Dänemark verstand er sich sehr gut. 1972 nahm er an dessen Beerdigung teil. Eine geplante Reise in den Iran zur 2500-Jahr-Feier des Pfauenthrons musste er wegen einer Augenoperation absagen. Im März 1971 unternahm er eine Lateinamerikareise nach Venezuela, Kolumbien und Ecuador. Als erster deutscher Bundespräsident besuchte er auch ein Ostblockland, Rumänien, im Mai 1971.
Oktober 1972 folgte ein Besuch in der Schweiz und in Großbritannien, 1973 in Italien, dem Vatikan und in Luxemburg, 1974 in Belgien.

### Letzte Lebensjahre (1974–1976)

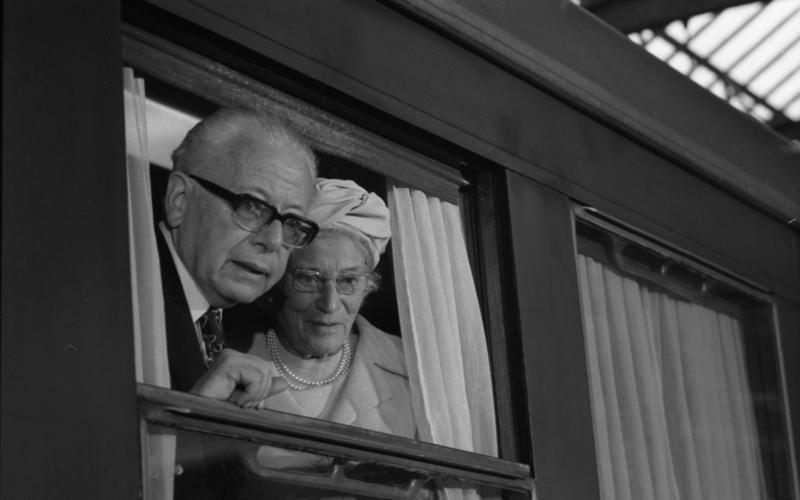
Das Ehepaar Heinemann am 1. Juli 1974 bei der Verabschiedung am Kölner Hauptbahnhof

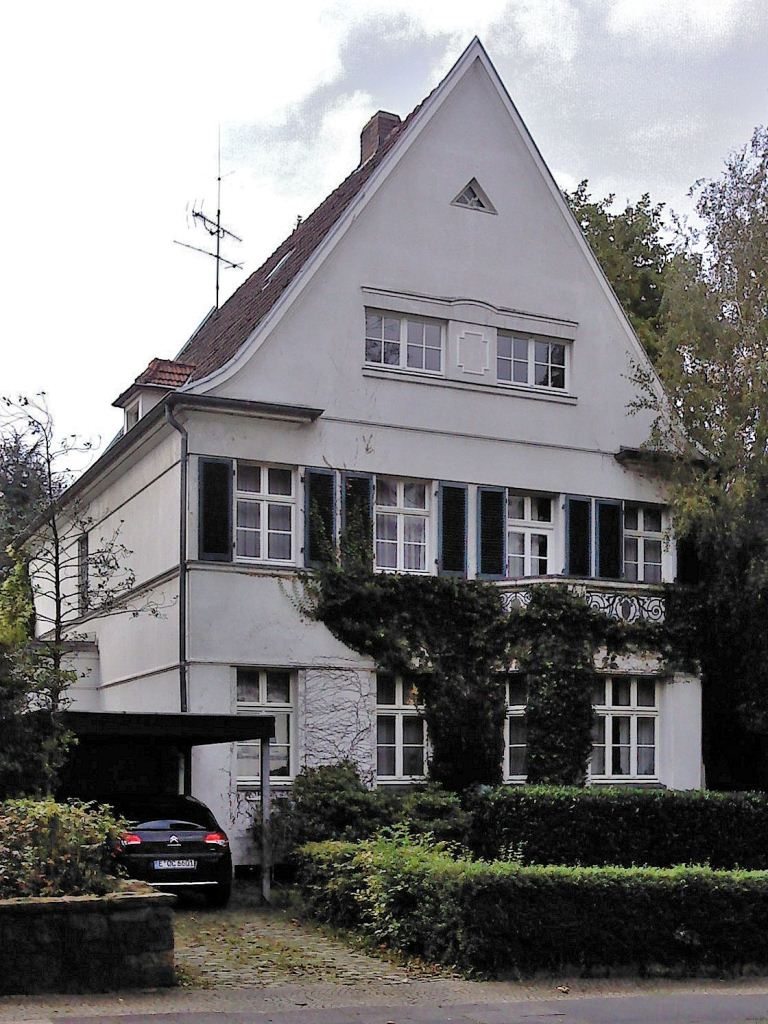
Heinemanns Wohnhaus in der Schinkelstraße 34 im Essener Moltkeviertel, heute denkmalgeschützt. Hier wohnte er vom 1. Januar 1936 bis zu seinem Tode.

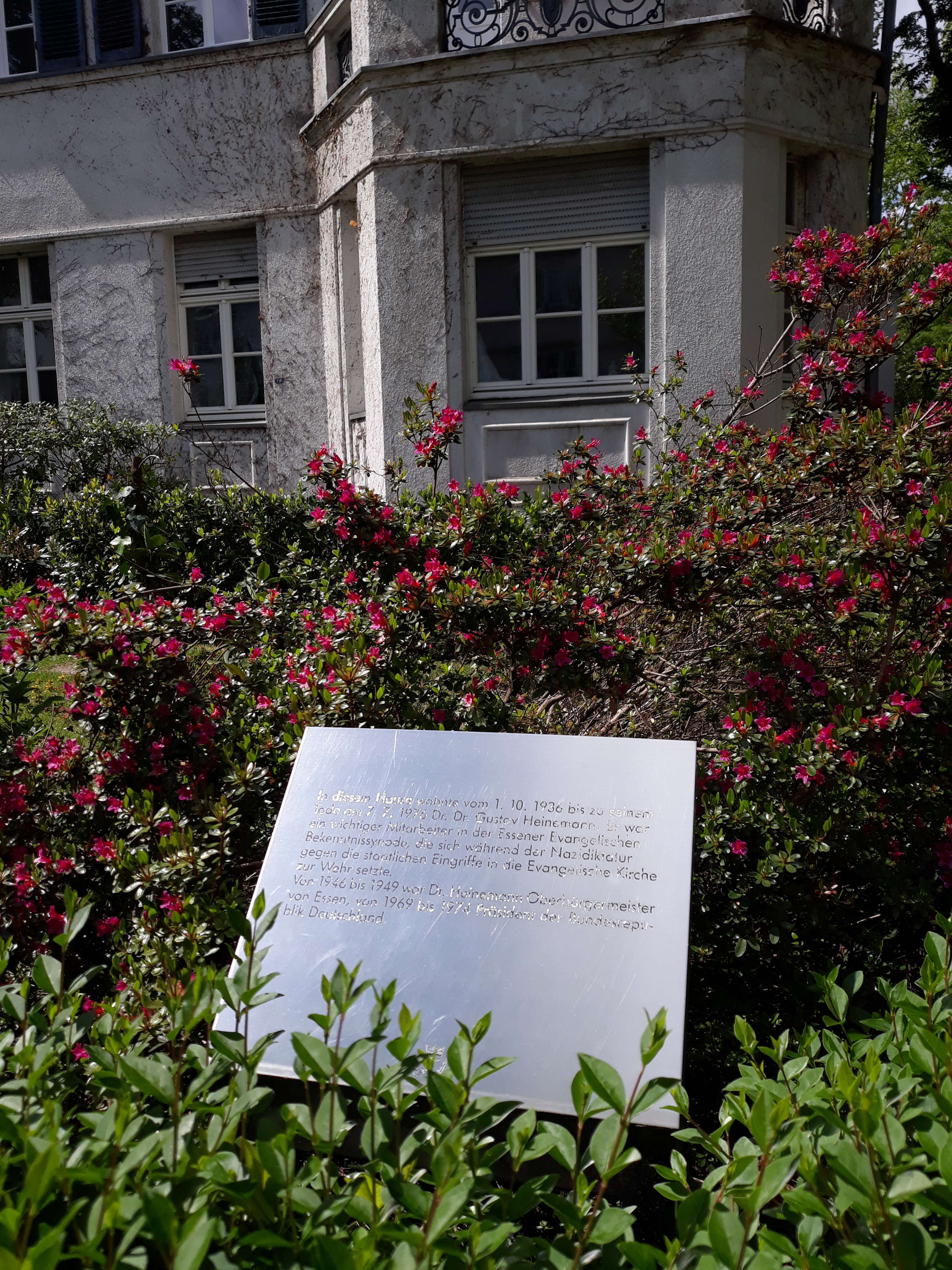
Gedenktafel für Gustav Heinemann am Wohnhaus in Essen, Schinkelstraße 34.

Obwohl ihm die Mehrheitsverhältnisse eine Wiederwahl ermöglicht hätten, verzichtete Heinemann aus Gesundheits- und Altersgründen auf die Kandidatur für eine zweite Amtszeit und schied am 1. Juli 1974 aus dem Bundespräsidentenamt aus. Beim Abschied verzichtete er auf den üblichen Großen Zapfenstreich der Bundeswehr und lud stattdessen zu einer Bootsfahrt auf dem Rhein.
Während seiner Amtszeit hatte Heinemann mehrmals Gefängnisse besucht. Nach seinem Ausscheiden appellierte er im Dezember 1974 brieflich an Ulrike Meinhof, einen Hungerstreik der „Baader-Meinhof-Gruppe“ im Gefängnis abzubrechen. Heinemann kannte Meinhof seit 1961, als er sie in einem Strafprozess wegen Beleidigung verteidigt hatte. Heinemann schrieb an die „Sehr geehrte Frau Meinhof“, er sorge sich ernsthaft um ihr Leben und das ihrer Freunde. Die Haftbedingungen, gegen die sich der Hungerstreik richte, seien „– jedenfalls heute – großenteils gegenstandlos“. Mit einer „Selbstopferung“ erziele sie keine politischen Wirkungen, sondern erschwere nur die Bemühungen derer, die sich „auf andere Weise um Besserung“ für sozial Benachteiligte bemühten. In ihrer Antwort lehnte Ulrike Meinhof den Abbruch des Hungerstreiks ab, solange keine „zusammenlegung aller politischen gefangenen“ und „aufhebung der isolationsfolter“ erreicht sei. Sie wolle „nicht mit irgendeiner modifikation von sonderbehandlung abgespeist“ werden.
Sie forderte Heinemann auf, sich eine Besuchserlaubnis zu holen. Dies lehnte er umgehend ab: „Das für die Haftbedingungen allein zuständige Gericht wird nichts einräumen, was Ihnen und Ihrer Gruppe die Fortführung eines revolutionären Kampfes in der Haftanstalt ermöglichen würde.“ In der Folge wurde Heinemann von konservativen Stimmen für seinen Brief scharf kritisiert: Nicht zuletzt mit seiner Anrede an Meinhof habe er eine „Aufwertung“ der Rote Armee Fraktion bewirkt. Der Theologe Helmut Gollwitzer, in dessen Dahlemer Haus Heinemann eine Zweitwohnung hatte, in der er sich im Mai 1976 aufhielt, berichtete, Heinemann habe auf die Nachricht von Meinhofs Tod (9. Mai 1976) hin geflüstert:
„Sie ist jetzt in Gottes gnädiger Hand – und mit allem, was sie getan hat, so unverständlich es für uns war, hat sie uns gemeint.“
Heinemann stand dem sogenannten Radikalenerlass vom 28. Januar 1972, der den Öffentlichen Dienst vor Verfassungsfeinden schützen sollte, ablehnend gegenüber. Er hielt das geltende Beamtenrecht für ausreichend, da dieses von Beamtenbewerbern ebenfalls ein dauerhaftes Eintreten für die freiheitlich-demokratische Grundordnung verlangte. Am 22. Mai 1976, kurz vor seinem Tod, erschien sein Aufsatz Freimütige Kritik und demokratischer Rechtsstaat, in dem er schrieb: „Es muss darauf geachtet werden, dass das Grundgesetz nicht mit Methoden geschützt wird, die seinem Ziel und seinem Geist zuwider sind.“
Die durch Regelanfragen üblich gewordene „Überprüfung ganzer Jahrgänge“ sei „übertrieben“ und schüre „die Furcht vor kommunistischer Unterwanderung“:

„Umso deutlicher müssen wir daran festhalten, dass eine freiheitliche Gesellschaft auch bei uns eine Gesellschaft in Bewegung ist. Sie kann kein fertiger und ein für allemal bleibender Zustand sein. Ihre Weiterentwicklung muss bewusst betrieben werden, damit es nicht zu Rückfällen kommt.“

Gegen die Tendenzen zur Einschränkung bürgerlicher Freiheitsrechte im Zeichen staatlicher Terrorbekämpfung und Verdächtigung von Radikaldemokraten als Terrorhelfern warnte er:

„Der Staat soll wieder einmal als das hohe über uns schwebende Etwas verstanden werden, das unabhängig von Parlamenten, Parteien und Volkssouveränität als ein Inbegriff von ausübender Gewalt besteht […] Wird nun aber radikale Kritik an der Verfassungswirklichkeit mit verfassungsfeindlichem Extremismus bewusst verwechselt, gilt es Alarm zu schlagen.“

Diesen Alarm sah der Heinemannbiograf Helmut Lindemann als sein Vermächtnis und nannte ihn darum „das überzeugendste Beispiel eines Radikalen im öffentlichen Dienst“. 1995 stellte der Europäische Gerichtshof für Menschenrechte in Straßburg fest, dass die mit dem Radikalenerlass verbundene Einstellungspraxis deutscher Behörden mit der Europäischen Menschenrechtskonvention unvereinbar ist.

### Tod und Nachlass

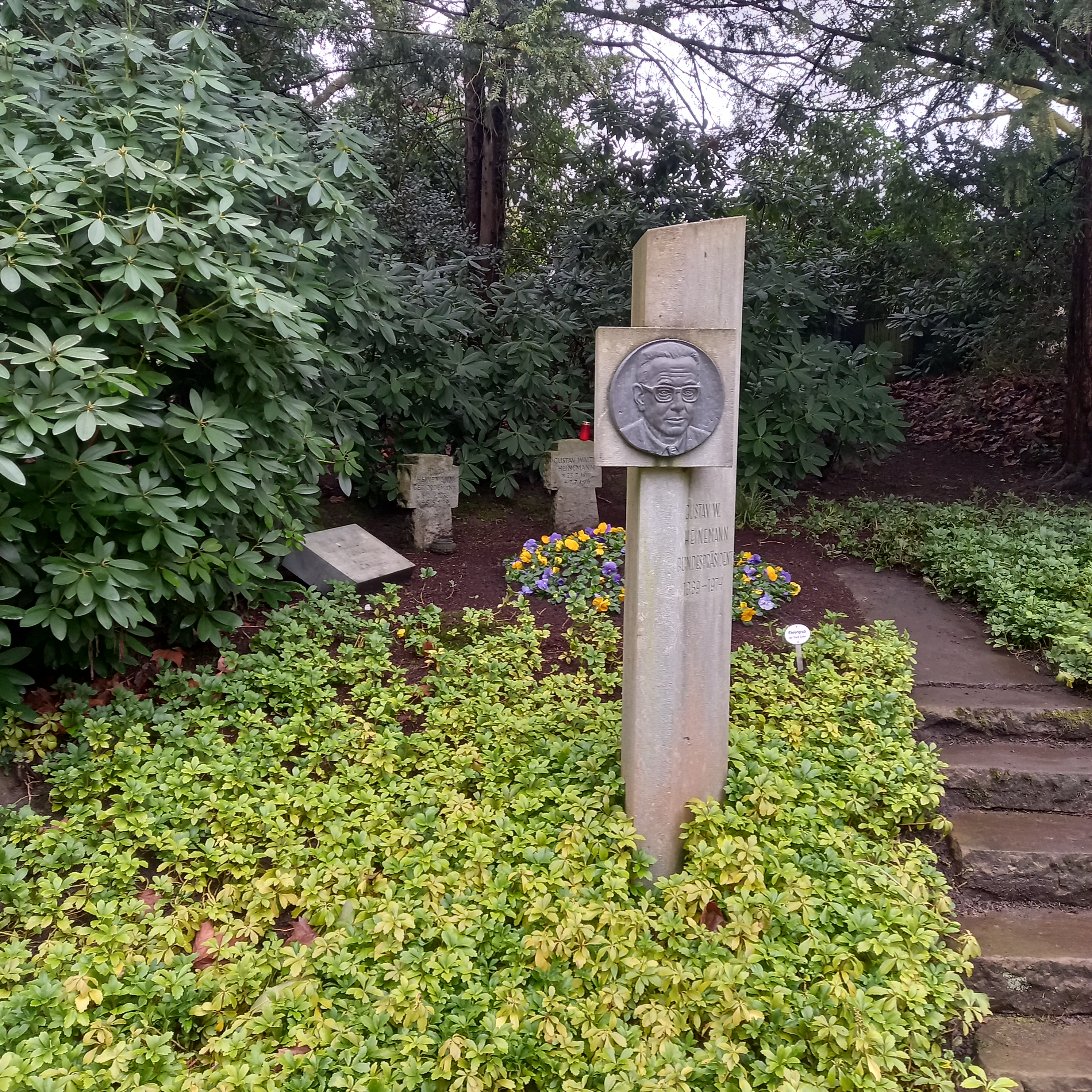
Das Grab von Gustav Heinemann auf dem Parkfriedhof Essen

Heinemann starb am 7. Juli 1976 an den Folgen von Durchblutungsstörungen des Gehirns und der Nieren in Essen. Er wurde auf seinen Wunsch hin von seinem engsten Freund Helmut Gollwitzer auf dem Parkfriedhof Essen beerdigt, wo er ein Ehrengrab bekam. Gollwitzer sagte bei seiner Traueransprache:

„Er sah deutlich, wie das, was getan werden muss, nicht getan werden kann, weil allzu viele unter denen, die an den verschiedenen Schalthebeln der Macht sitzen, es nicht tun wollen oder nicht getan haben wollen […] So sprach er immer öfter von der Unregierbarkeit der Welt und schloss manches Gespräch mit dem Satz: ‚Bring du mal diese Welt in Ordnung!‘“

Der Nachlass Gustav Heinemanns befindet sich im Archiv der sozialen Demokratie der Friedrich-Ebert-Stiftung. Er hat in seinem Leben mindestens 2.500 öffentliche Reden gehalten, von denen er selbst von 1946 bis 1969 2.074 Redemanuskripte sorgfältig aufgelistet hatte. Seine von seinem Nachlassverwalter Werner Koch erstellte Bibliografie umfasst 1285 Einzeltitel.

## Kabinette
- Nordrhein-Westfalen: Kabinett Arnold I
- Deutschland:  Kabinett Adenauer I
- Deutschland: Kabinett Kiesinger

## Ehrungen

### Auszeichnungen zu Lebzeiten
1969 erhielt er als Bundespräsident die Sonderstufe des Großkreuzes des Verdienstordens der Bundesrepublik Deutschland und 1973 das Großkreuz mit Großer Ordenskette des Verdienstordens der Italienischen Republik, den Groß-Stern des Ehrenzeichens für Verdienste um die Republik Österreich sowie den Nassauischen Hausorden vom Goldenen Löwen. Er erhielt auch das Großkreuz des britischen Order of the Bath. Er selbst hatte Orden immer abgelehnt und als Bundespräsident vergeblich versucht, die Abstufungen des Bundesverdienstkreuzes abzuschaffen.
1978 wurde er Ehrenbürger von Berlin für seine „Verdienste um die freiheitlich-demokratische Entwicklung der deutschen Nachkriegsgesellschaft und seine häufig tatkräftig demonstrierte Verbundenheit mit Berlin“.
Die Ehrendoktorwürde wurde Heinemann verliehen 1963 von der Universität Bonn (Theologie), 1970 von der Philipps-Universität Marburg, am 27. Oktober 1972 von der University of Edinburgh (Dr. jur.) und am 21. Juni 1974 abermals als Ehrendoktor der Rechte von der New School for Social Research in New York.
Die Deutsche Bundespost legte eine Briefmarkenserie auf.

### Heinemann als Namensgeber
Nach Gustav Heinemann wurden unter anderem benannt:
- die Gustav Heinemann-Initiative (1977 bis 2009, danach mit der Humanistischen Union vereinigt)
- der Gustav-Heinemann-Bürgerpreis (1977 von der SPD gestiftet)
- der Gustav-Heinemann-Friedenspreis für Kinder- und Jugendbücher (seit 1982)
- die Gustav Heinemann Bildungsstätte am Kellersee in Bad Malente-Gremsmühlen (1983 Umbenennung zu Ehren Heinemanns)
- zahlreiche Schulen
- die 2003 geschlossene Gustav-Heinemann-Kaserne in Essen-Kray
- die Gustav-Heinemann-Brücke in Berlin-Mitte über die Spree (2005 eingeweiht)
- die Gustav-Heinemann-Brücke in Essen-Werden über die Ruhr
- die Gustav-Heinemann-Brücke in Minden über die Weser
- der Gustav-Heinemann-Ring in München.
- der Gustav-Heinemann-Gesamtschule in Mülheim an der Ruhr.
- das Gustav-Heinemann-Bürgerhaus in Bremen-Vegesack
- der Gustav-Heinemann-Gesamtschule in Dortmund.
- die Gustav-Heinemann-Straße in seiner Geburtsstadt Schwelm
- die Gustav Heinemann-Gesamtschule in Essen-Schonnebeck
- die Gustav Heinemann Oberschule in Berlin-Marienfelde
- die Gustav-Heinemann-Schule, Oberstufengymnasium in Rüsselsheim am Main
- die Gustav-Heinemann-Realschule in Bottrop

## Trivia
Gustav Heinemann wurde von Freunden scherzhaft „Dr. Gustav Gustav Heinemann“ genannt – eine Anspielung auf seine zwei Doktortitel („Dr. Dr. Gustav Heinemann“). Das Protokoll seiner Amtsübernahme als Bundespräsident am 1. Juli 1969 vermerkt zusätzlich an erster Stelle den Ehrendoktortitel in Theologie der Universität Bonn: „D. Dr. Dr.“.
Auf seiner Abschiedstour durch die Bundesländer kurz vor Ende seiner Amtszeit ließ sich Heinemann für Rheinland-Pfalz am 3. April 1973 vom Rennfahrer Willi Kauhsen im seinerzeit stärksten Rennsportwagen der Welt, einem Porsche 917/10 Turbo, über die Nordschleife des Nürburgrings fahren.

## Publikationen
- Die Spartätigkeit der Essener Kruppschen Werksangehörigen unter besonderer Berücksichtigung der Kruppschen Spareinrichtungen. Dissertation. 1922.
- Die Verwaltungsrechte an fremdem Vermögen. Dissertation. 1929.
- Aufruf zur Notgemeinschaft für den Frieden Europas. Reden auf einer öffentlichen Kundgebung im Landtagsgebäude Düsseldorf. Mit Helene Wessel und Ludwig Stummel. 1951.
- Deutsche Friedenspolitik. Reden und Aufsätze. Verlag Stimme der Gemeinde, Darmstadt 1952.
- Deutschland und die Weltpolitik. Hrsg. Notgemeinschaft für den Frieden Europas. 1954.
- Was Dr. Adenauer vergißt. Frankfurter Hefte, 1956.
- Arbeitstagung „Verständigung mit dem Osten?“ am 24. u. 25. März 1956 im Hotel Harlass in Heidelberg. Hrsg. Ehrenberg Verband Nordbadische Volkshochschulen. 1956.
- Im Schnittpunkt der Zeit. Mit Helmut Gollwitzer, Reden und Aufsätze, Verlag Stimme der Gemeinde, Darmstadt 1957.
- Der Bergschaden. Engel Verlag, 3. Auflage, 1961.
- Verfehlte Deutschlandpolitik. Irreführung und Selbsttäuschung. Artikel und Reden. Stimme-Verlag, Frankfurt/M. 1966.
- Warum ich Sozialdemokrat bin. Hrsg. SPD-Vorstand. 1968.
- Gedenkrede zum 20. Juli 1944. Lettner-Verlag, 1969.
- Zur Reichsgründung 1871 – Zum 100. Geburtstag von Friedrich Ebert. Kohlhammer, Stuttgart 1971.
- Plädoyer für den Rechtsstaat. Rechtspolitische Reden und Aufsätze. C. F. Müller, 1969.
- Reden und Interviews des Bundespräsidenten (1. Juli 1969 – 30. Juni 1970). Hrsg. Presse- und Informationsamt der Bundesregierung, 5 Bände. 1970–1974.
- Präsidiale Reden. Edition suhrkamp 790, Frankfurt/M. 1975.
- Versöhnung ist wichtiger als ein Sieg (= Erbauliche Reden 3). Vier Weihnachtsansprachen 1970–1973 und H. Gollwitzers Ansprache bei der Beerdigung von G. Heinemann 1976. Neukirchen 1976.
- Reden und Schriften:
  - Band I: Allen Bürgern verpflichtet. Reden des Bundespräsidenten 1969–1974. Frankfurt/M. 1975.
  - Band II: Glaubensfreiheit – Bürgerfreiheit. Reden und Aufsätze zur Kirche, Staat – Gesellschaft. Hrsg. Diether Koch (mit thematisch geordneter Bibliographie). Frankfurt/M. 1976.
  - Band III: Es gibt schwierige Vaterländer … Aufsätze und Reden 1919–1969. Hrsg. Helmut Lindemann. Frankfurt am Main 1977.
  - Band IV: Unser Grundgesetz ist ein großes Angebot. Rechtspolitische Schriften. Hrsg. Jürgen Schmude. München 1989.
- Wir müssen Demokraten sein. Tagebuch der Studienjahre 1919–1922. Hrsg. Brigitte und Helmut Gollwitzer. München 1980.
- Der Frieden ist der Ernstfall. Hrsg. Martin Lotz. (= Kaiser Traktate. 59). München 1981 (14 Texte 1951–1973).
- Einspruch. Ermutigung für entschiedene Demokraten. Hrsg. Diether Koch. Verlag J.H.W. Dietz Nachfolger, Bonn 1999, ISBN 3-8012-0279-8.
- Gustav W. Heinemann. Bibliographie. Hrsg. Friedrich-Ebert-Stiftung, Archiv der sozialen Demokratie; bearbeitet von Martin Lotz. Bonn-Bad Godesberg 1976 (1.285 Titel von 1919 bis 1976).